# James H. Johnson
James Henry Johnson (* 1875 in Southport; † 15. November 1921 in Paddington, London) war ein britischer Eiskunstläufer, der im Paarlauf startete.
Johnson stammte aus einer Familie, die im Kohlebergbau ein Vermögen gemacht hatte, dies erlaubte ihm, einen Großteil seiner Zeit dem Eiskunstlauf zu widmen.
Zusammen mit seiner Ehefrau und Eislaufpartnerin Phyllis Johnson gewann er die Silbermedaille bei den Olympischen Spielen 1908 in London, den ersten, bei denen Eiskunstlauf als Disziplin im Programm war.
Die beiden Johnsons nahmen 1908 auch an der Weltmeisterschaft teil und errangen auch dort, wie schon bei den Olympischen Spielen, die Silbermedaille hinter Anna Hübler und Heinrich Burger aus dem Deutschen Kaiserreich. In deren Abwesenheit wurden sie 1909 in Stockholm und 1912 in Manchester Weltmeister. 1910 gewannen sie die Bronzemedaille.

## Ergebnisse

### Paarlauf
(mit Phyllis Johnson)
| Wettbewerb / Jahr   | 1908 | 1909 | 1910 | 1912 |
| ------------------- | ---- | ---- | ---- | ---- |
| Olympische Spiele   | 2.   |      |      |      |
| Weltmeisterschaften | 2.   | 1.   | 3.   | 1.   |